# Секст Тедій Валерій Катулл
Секст Те́дій Вале́рій Кату́лл (Sextus Tedius Valerius Catullus; близько 5 до н. е. — після 31 н. е.) — політичний діяч часів ранньої Римської республіки, консул-суффект 31 року.

## Життєпис
Походив з впливового роду Валеріїв Катуллів. Син Луція Валерія Катулла, сенатора, та Тедії Полли, дочки заможного сенатора Секста Тедія, друга Публія Клодія Пульхра. Ймовірно був усиновлений дідом, або взяв його ім'я у дорослому віці.
Завдяки своїй вірності імператору Тиберію та Сеяну у 31 році став консулом-суффектом разом з Фавстом Корнелієм Суллою Лукуллом. Під час каденції не виявив активності. Після падіння Сеяна відійшов від політичної діяльності. Опікувався переважно маєтками в Італії.

## Родина
- Луцій Валерій Катулл, понтифік